# 高地
高地（こうち）とは、山地や山脈と同様に、高い地域を指す。

## 概要
ボーリグ（H.Baulig）は、地形は低地（lowland）と高地（highland）、その中間の台地（upland）に分類されるとした。
一方、日本では「高地」の定義について、1954年（昭和29年）に地理調査所が「主要自然地域名称図」において「起伏はさほど大きくないが、谷の発達が顕著であり、表面のおしなべて平坦な山地を、とくに高地の称でよぶ。地勢の上では山地と高原との中間的形態のものをいい、人文的には居住の中心が谷底にある地域をいう。 」と定めた。
ただし、この定義も含めて以下の問題点が指摘されている。
- 高地highlandsは、低地lowlandsと対になる用語で、本来は高度の高低のみを基準として形態的な意味を含まないはずであり、「高地」は自然地域名称としては用いにくい[2]。
- 日本でいう「高地」に類するものを他の地域で探し得るか疑問があること[2]。例えばスコットランドの高地は、the Highlands（高地地方）とthe Lowlands（低地地方）に国土を二分した前提での呼称であること[2]。
- 地理調査所の定義では「高地」に人文的要素を加味し、一方で「高原」を「表面にまで相当の居住が営まれている山地をいう」としているが、過疎化によって「高地」に変化したり、リゾート開発によって「高原」に変化するのは奇妙で自然地理的論理のみで定義すべきである[2]。

## 熱帯高地
ヨーロッパの地理学では熱帯高地（tropical highland）の概念もよく用いられ、アレクサンダー・フォン・フンボルトとカール・トロールが研究の先鞭をつけた。気候的には山麓が熱帯気候に属する高地をいう。標高についてPawson & Jest（1978）は、人間に高度反応が出てくる標高2,500メートル以上を高地としている。

## 各国・各地域の高地
- 203高地（中国）　日露戦争の激戦地。
- 中央ロシア高地（ロシア・ウクライナ）
- ギアナ高地

### 日本の高地一覧
- 北上高地（岩手県）
- 阿武隈高地（福島県）
- 飛騨高地（岐阜県）
- 丹波高地（兵庫県・京都府）